# Berthe Bernage
Berthe Bernage (* 11. August 1886 in Paris; † 2. Mai 1972 ebenda) war eine französische Schriftstellerin. Zeitweise schrieb sie unter dem Pseudonym "Bettine".

## Leben
Sie wurde als Tochter von Siméon-Auguste Barthélémy und von Louise-Marie Jenny Deltour in Paris als jüngste von sechs Töchtern geboren. Ihre Schwester Marie starb mit 18 Jahren, ihre Schwester Marguerite heiratete Arsène Limon Duparcmeur. Ihre Schwester Geneviève, die ihren Verlobten bei der Schlacht an der Marne verlor, war für Bernage Vertraute und Sekretärin. Sie wohnten auch bis an ihr Lebensende zusammen. Berthe Bernage studierte an der Sorbonne und erwarb das Lizenziat in Philologie („licenciée dès lettres“).
Schon in der Kindheit beobachtete sie ihr bürgerliches Umfeld genau. Aus ihren kindlichen Darstellungen wurden nach und nach Erzählungen, die sie auch an einige Zeitschriften schickte, die sie wohlmeinend akzeptierten. Eine ernsthafte Schriftstellerkarriere begann sie 1923. Im Oktober 1932 nahm sie mit Marguerite Bourcet an einem Treffen katholischer Schriftsteller teil, auf dem die Journées des Femmes écrivains catholiques (deutsch: Tage der katholischen Schriftstellerinnen) gegründet wurden. Diese Veranstaltung wurde in den folgenden Jahren drei Mal jährlich abgehalten. 1934 wurde Bernage Mitglied der Société des Gens de Lettres. Ab 1963 erhielt sie eine jährliche Rente von 160 Francs.
Berthe Bernage wurde für ihre Serie „Brigitte“ bekannt, die sie 1925 begann und die das Leben von Brigitte Hauteville von ihrer Jugend bis ins Alter beschreibt. Sie schrieb über 50 Bücher, darunter auch Romane über andere Frauengestalten, u. a. über Elisabeth und über Marguerite. Bernage erhielt drei Mal den Grand Prix du Roman de l'Académie française.

## Werke (Auswahl)
Auf Deutsch:
- Dem Leben entgegen. Rex, Luzern 1960.
- Heller Morgen. Roman des Mädchens Elisabeth. Rex, Luzern 1955; Lizenz für Welt und Heimat, Wien 1956 (Teil 1 von "Roman des Mädchens …", insgesamt 4 Teile).
- Roman der Frau Brigitte. Rex, Luzern.
- Lächle, wenn du 3 × 20 bist. Rex, Luzern 1977, ISBN 3792600862.